# CBGB

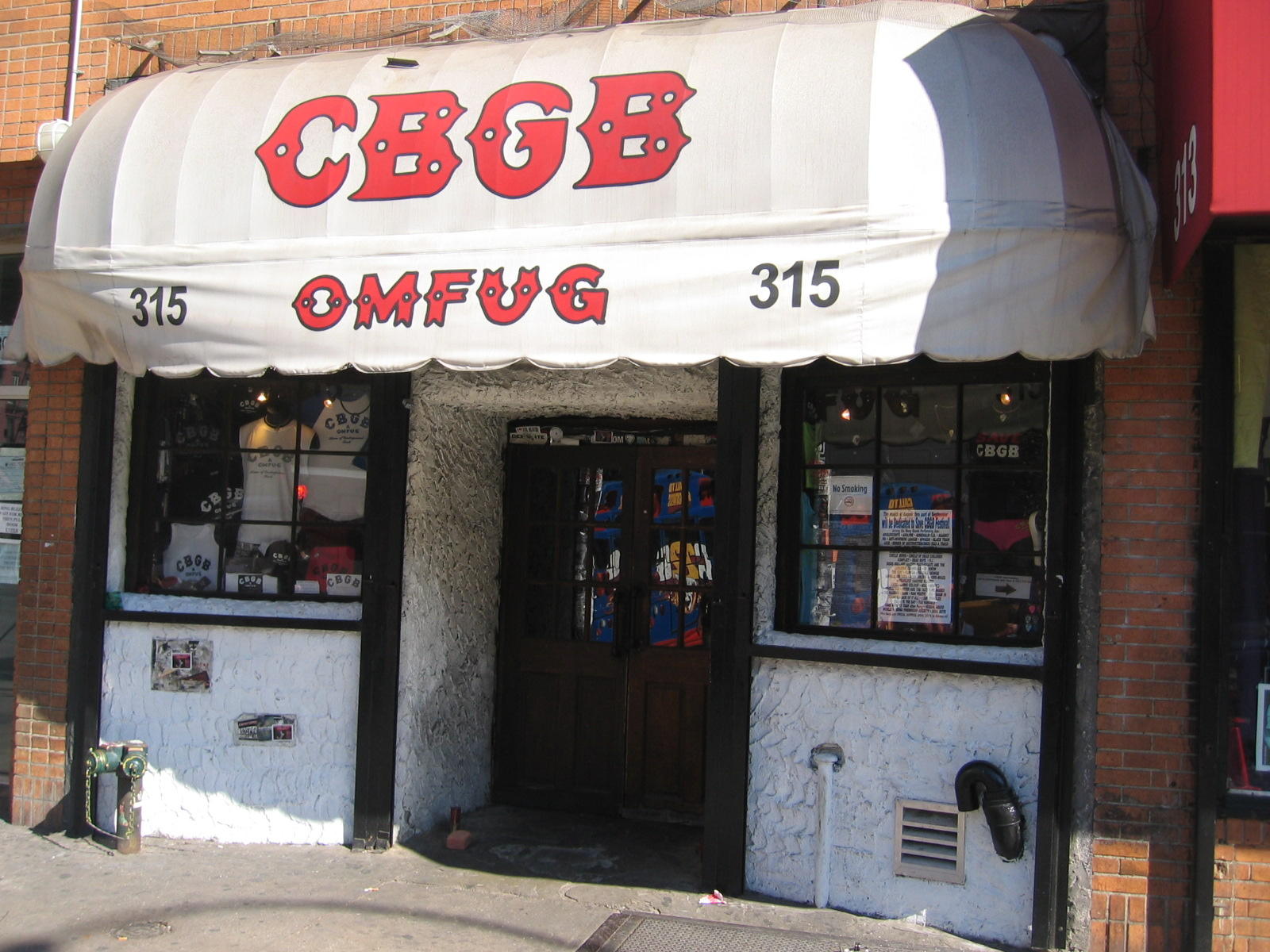
Die CBGB-Fassade (2005)

CBGB (auch CBGB’s oder kurz CB’s) war von 1973 bis 2006 ein New Yorker Punk-Club auf der Bowery in Manhattan. Der komplette Name des Clubs lautet CBGB OMFUG – ein Akronym für „Country, Bluegrass, Blues and Other Music For Uplifting Gourmandizers“. Der Club gilt als wichtige Keimzelle des US-Punk.

## Geschichte

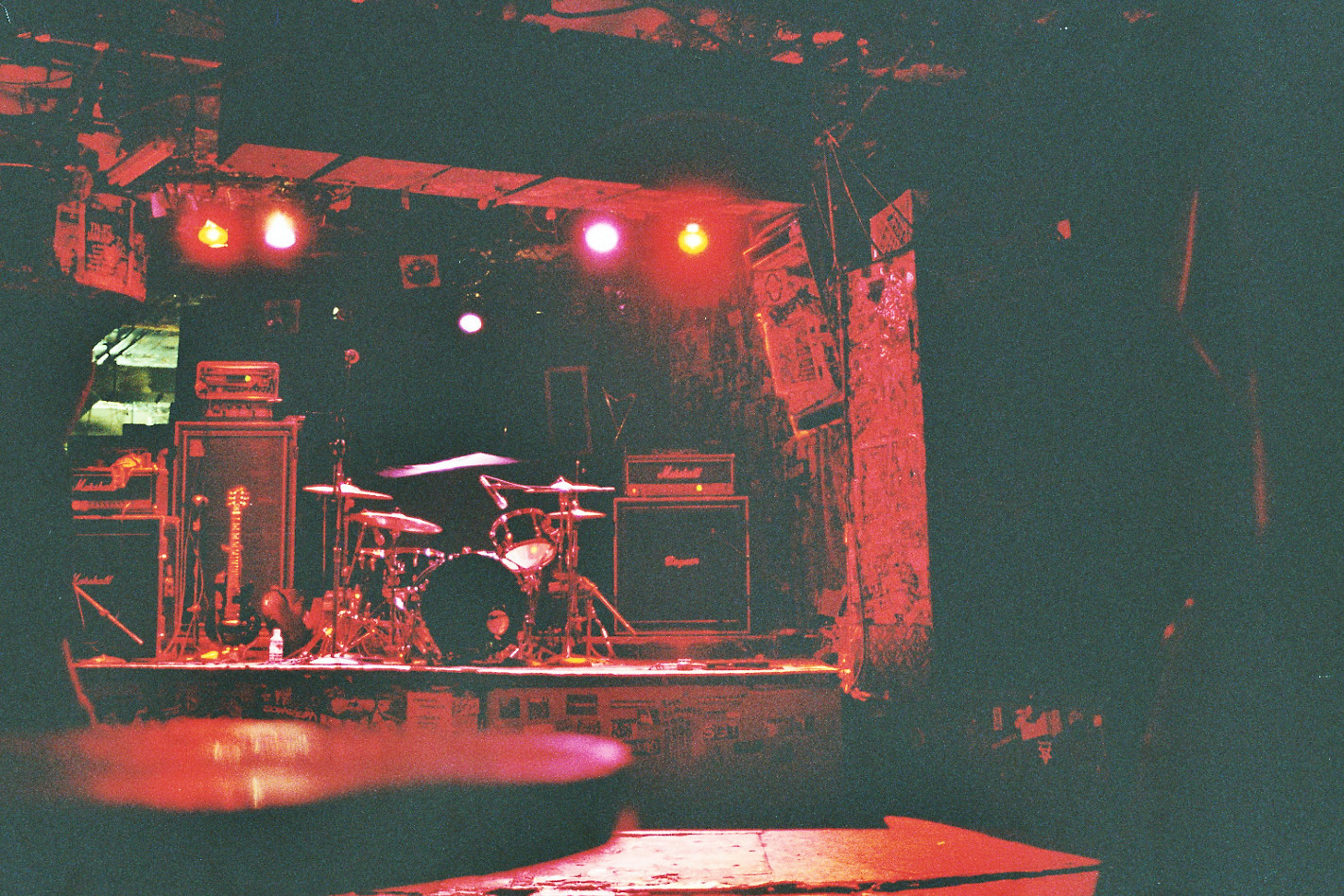
Die CBGB-Bühne im Sommer 2005

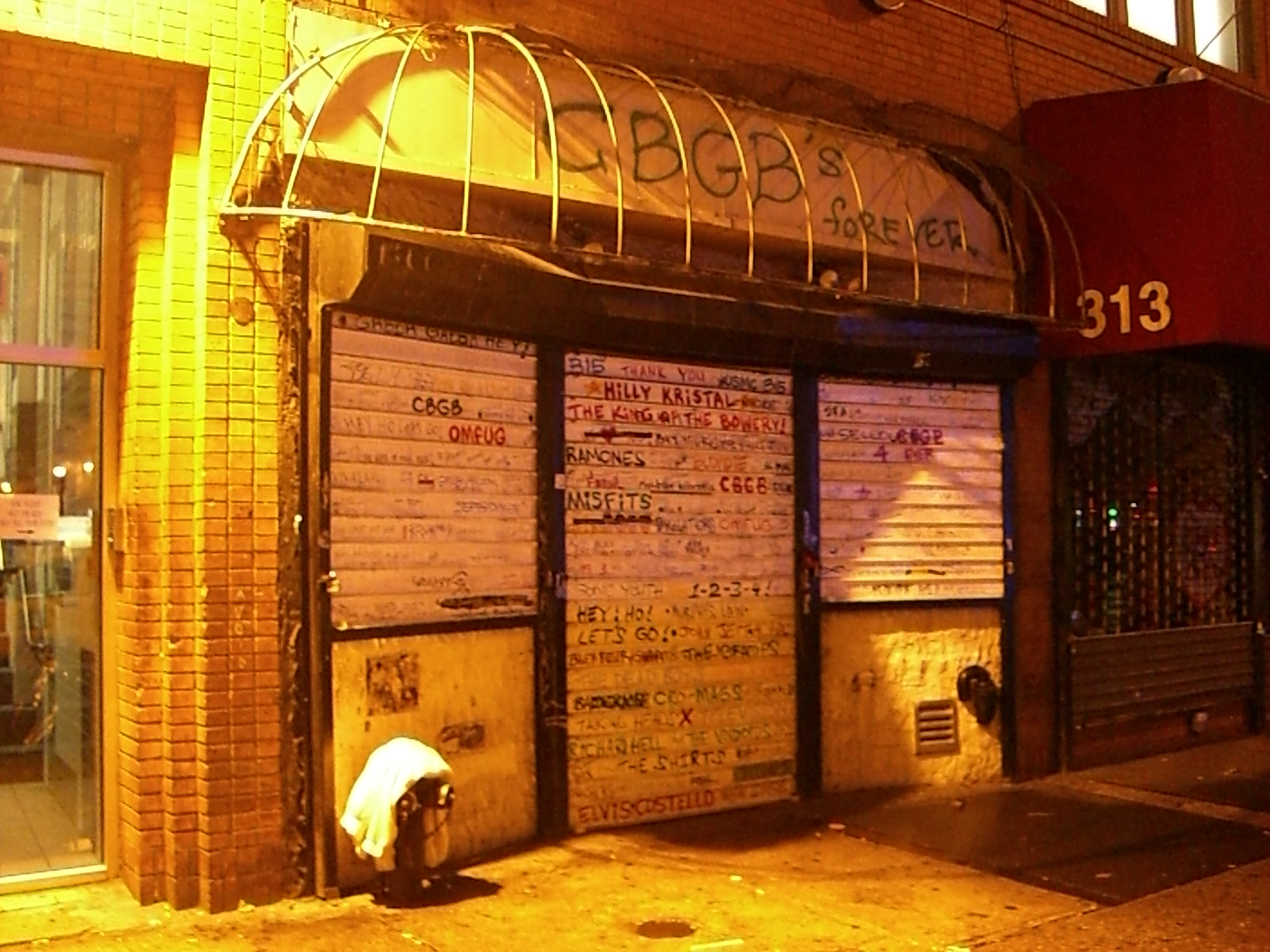
Das CBGB nach seiner Schließung im Oktober 2006

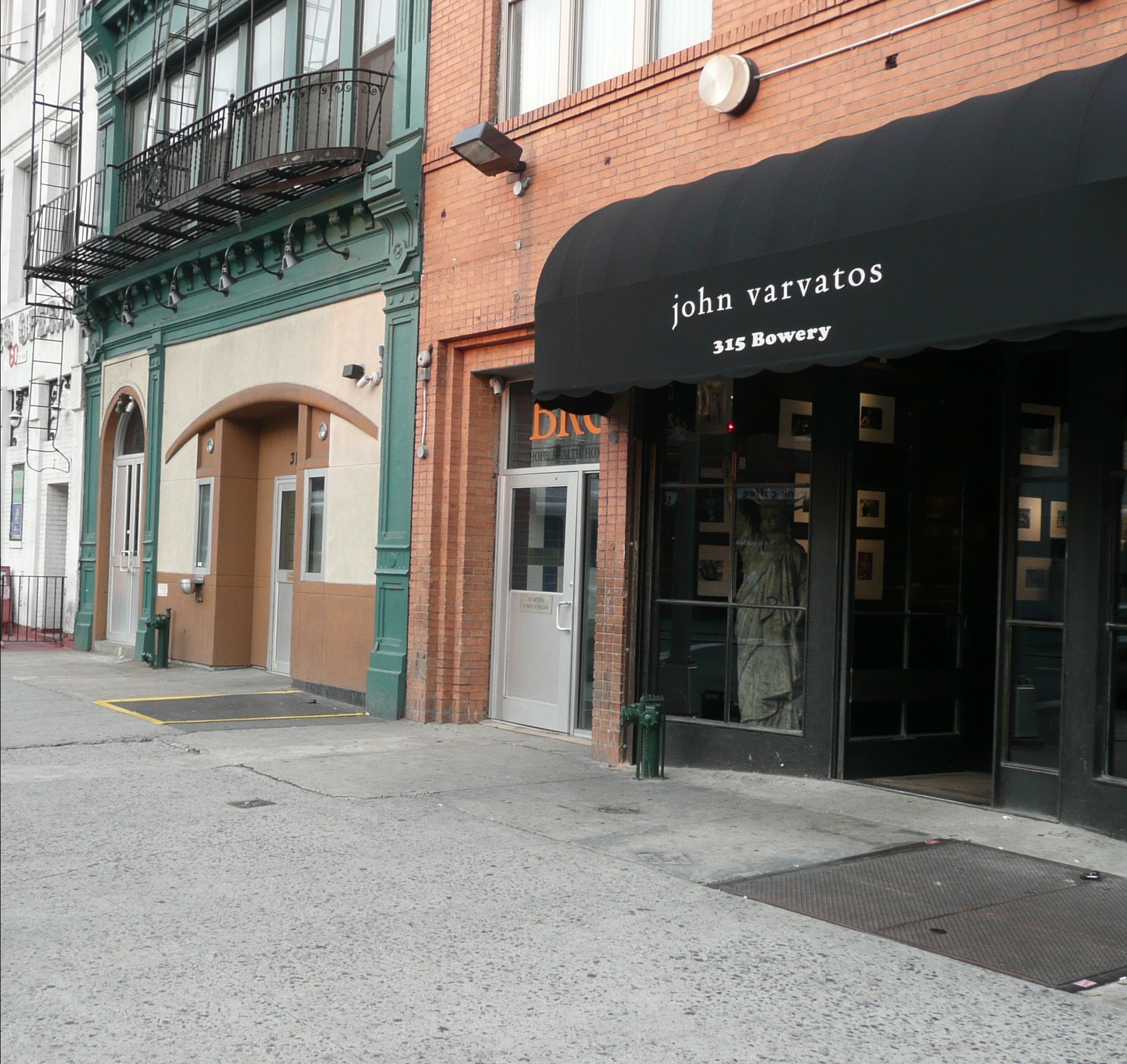
Die Fassade der Modeboutique in den Räumen des ehemaligen CBGB (2008)

Der Besitzer des 1973 im Gebäude mit der Hausnummer 315 – direkt gegenüber der Einmündung der Bleecker Street – eröffneten Clubs, Hilly Kristal, wollte ursprünglich Folk-, Country- und Bluegrass-Veranstaltungen präsentieren. Die ersten Live-Auftritte wurden auch von Musikern dieser Genres bestritten – von The Con Fullham Band aus Maine und dem Folk- und Country-Musiker Elly Greenberg. Kristal konnte jedoch bereits 1974 überzeugt werden, die Rockband Television auftreten zu lassen. Bald wurde der Laden zum Szenetreffpunkt der neuen New-Yorker Punk-Bands. Hier fanden Punk-Rock- und New-Wave-Legenden wie die Ramones, The Dead Boys, Johnny Thunders & The Heartbreakers, Patti Smith, Blondie, Richard Hell And The Voidoids, James Chance and the Contortions, Suicide, Talking Heads, The Feelies, Band of Outsiders, Certain General, The Bongos, Bush Tetras, Living Colour und viele andere das erste Mal Gelegenheit, vor Publikum zu spielen. Darüber hinaus trat darin die Punk/Hardcore-Band Scream mit Schlagzeuger Dave Grohl auf. Maßgeblich für die CBGB-Szene ist die musikalische Vielseitigkeit der auftretenden Gruppen. Eine wesentliche, durch den Inhaber Kristal seit der Eröffnung gestellte Bedingung an Musiker war, dass diese bei dortigen Auftritten ausschließlich Eigenkompositionen spielten. Seit Gründung des Clubs erhielten die im CBGB auftretenden Bands als Gage jeweils 80 % der Eintrittsgelder abzüglich Verpflegung.
Spätestens nach dem Tod des Ramones-Sängers Joey Ramone 2001 wurde der Club Pilgerstätte für Punk-Fans aus aller Welt. Eine Ecke der Kreuzung Bowery/E. 2nd Street in unmittelbarer Nachbarschaft des Clubs wurde in Joey Ramone Place umbenannt.
Am 15. Oktober 2006 musste der Club wegen der Kündigung des Mietvertrages und einer drastischen Mieterhöhung von US $19.000 auf $65.000 im Monat schließen. Das letzte Konzert vor der Schließung bestritt Patti Smith am 15. Oktober mit ihrem langjährigen Gitarristen Lenny Kaye. Auf der CBGB-Website wurde zunächst angekündigt, dass der Club 2008 in Las Vegas wieder eröffnet werden sollte – inklusive der alten Einrichtung; nach dem Tod Hilly Kristals im August 2007 erscheint dies jedoch als fraglich.
Anfang April 2008 eröffnete in den einstigen Räumlichkeiten des CBGB eine Boutique für Herrenkleidung des Designers John Varvatos. Da dieser selbst Musikfan ist und Verständnis für Nostalgiker hat, versuchte er bei der Renovierung so viel Ursprünglichkeit des Musikclubs zu wahren wie möglich: Alle Toursticker blieben an den Wänden kleben und sind jetzt hinter Glas zu betrachten. Goldene Schallplatten und Erinnerungsstücke zieren das Geschäft. Pilger aus aller Welt seien weiterhin herzlich willkommen, die Boutique zu betreten, um dem alten CBGB-Geist nachzuspüren, auch wenn die Besucher in der Boutique nichts kaufen wollen, so Varvatos.